# Spoorlijn Barentin - Caudebec-en-Caux
De Spoorlijn Barentin - Caudebec-en-Caux was een Franse spoorlijn van Barentin naar Caudebec-en-Caux. De lijn is 29,2 km lang en heeft als lijnnummer 351 000.

## Geschiedenis
De werd in gedeeltes geopend door de Compagnie des chemins de fer de l'Ouest, van Barentin naar Barentin-Ville op 1 februari 1881, van Barentin-Ville naar Duclair op 20 juni 1881 en van Duclair naar Caudebec-en-Caux op 31 juli 1882. Reizigersverkeer werd opgeheven op 1 juli 1949. Goederenverkeer volgde ruim 40 jaar later op 2 juni 1991, daarna is de lijn opgebroken.

## Aansluitingen
In de volgende plaats was er een aansluiting op de volgende spoorlijn:
Barentin
RFN 340 000, spoorlijn tussen Paris-Saint-Lazare en Le Havre

## Galerij

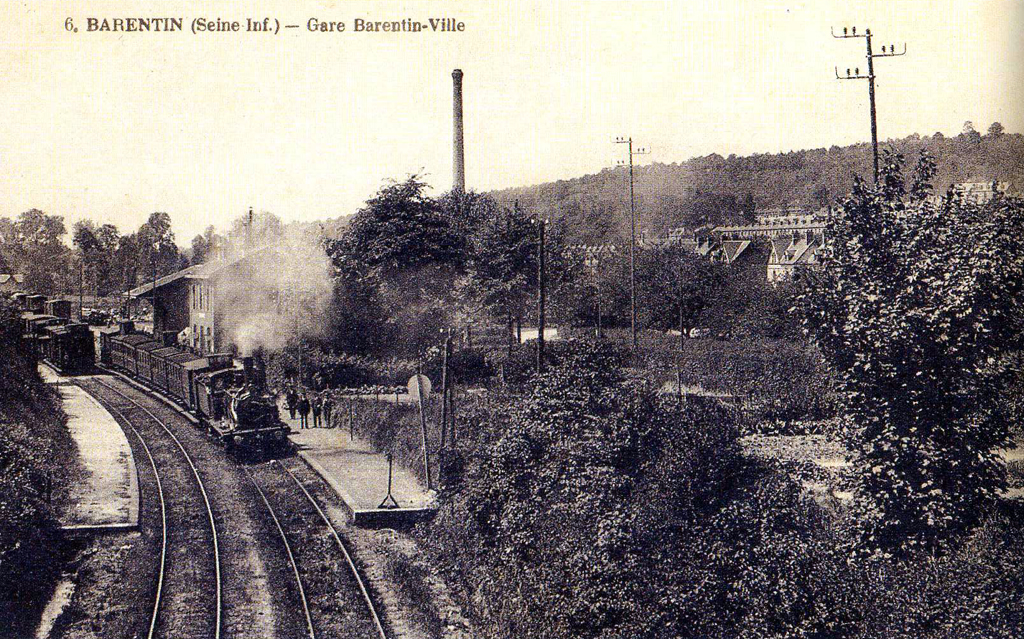
Station Barentin-Ville rond 1910
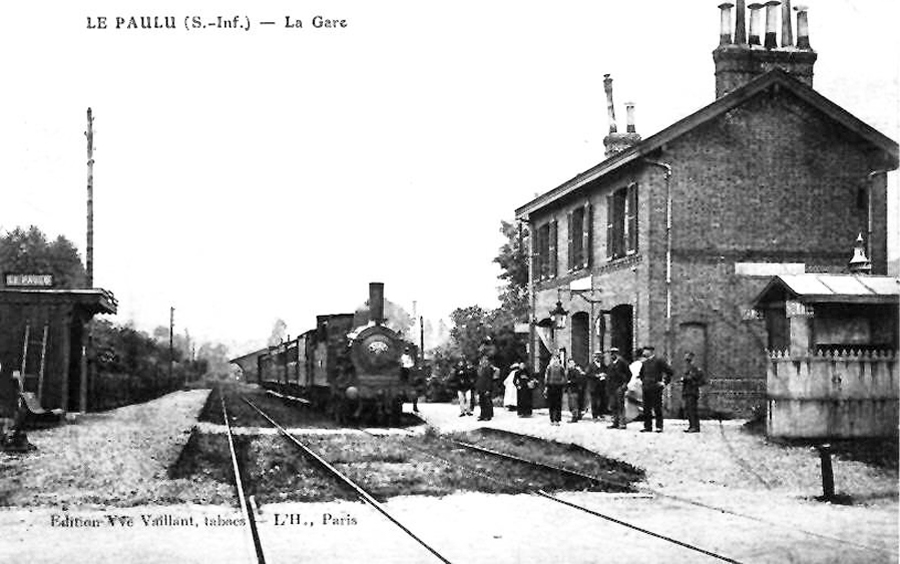
Station Paulu rond 1908
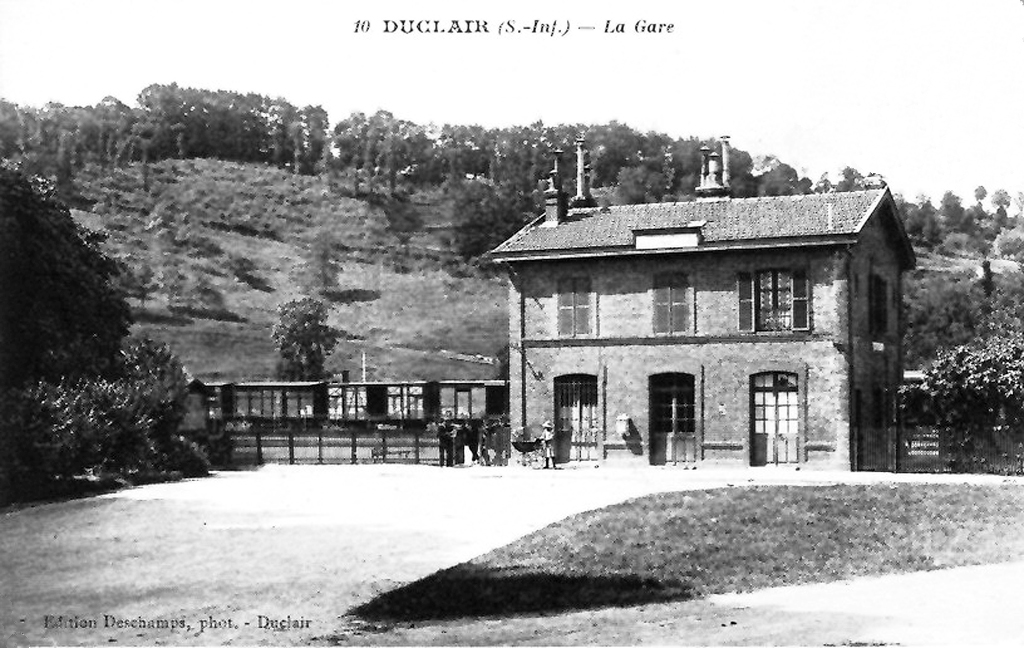
Station Duclair rond 1905
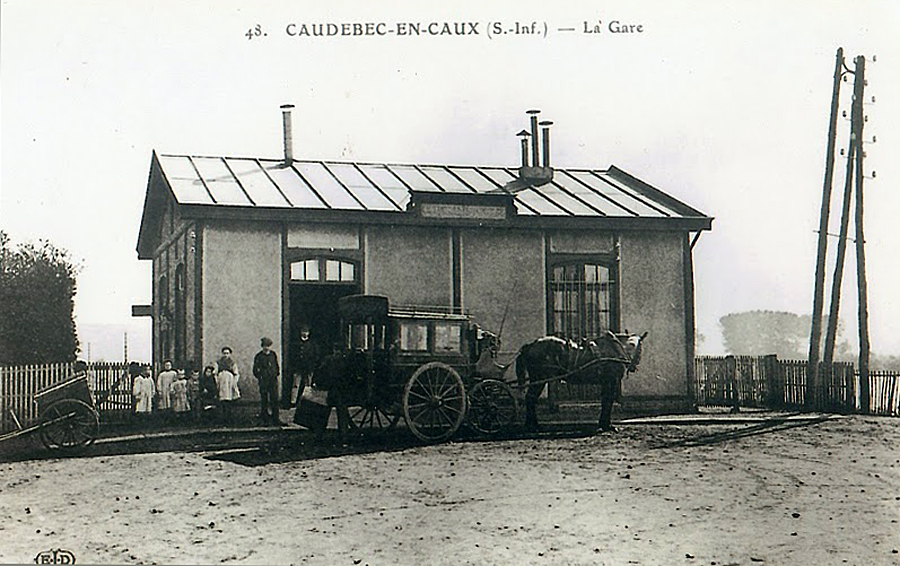
Station Caudebec-en-Caux aan het begin van de 20e eeuw